# Lankanella
Lankanella is een geslacht van kevers uit de familie bladkevers (Chrysomelidae).
De wetenschappelijke naam van het geslacht werd in 2000 gepubliceerd door Kimoto.

## Soorten
- Lankanella thailandica Kimoto, 2000